# Trzebnice
Trzebnice – wieś w Polsce położona w województwie dolnośląskim, w powiecie polkowickim, w gminie Chocianów.

## Podział administracyjny
W 1973 roku istniała przejściowo gmina Trzebnice. W latach 1975–1998 miejscowość administracyjnie należała do województwa legnickiego.

## Demografia
Według Narodowego Spisu Powszechnego (III 2011 r.) liczą 950 mieszkańców. Są największą miejscowością gminy Chocianów.

## Nazwa
W kronice łacińskiej Liber fundationis episcopatus Vratislaviensis (pol. Księga uposażeń biskupstwa wrocławskiego) spisanej za czasów biskupa Henryka z Wierzbna w latach 1295–1305 miejscowość wymieniona jest w zlatynizowanej formie Trebnitz.

## Zabytki
Do wojewódzkiego rejestru zabytków wpisane są:
- kościół ewangelicki, obecnie rzymskokatolicki parafialny pw. Matki Bożej Różańcowej, z XIII w., przełom XVIII/XIX w., 1847 r.
- cmentarz ewangelicki, obecnie komunalny, przy kościele